# Condado de Grundy (Illinois)
El condado de Grundy (en inglés, Grundy County) es un condado del estado de Illinois, Estados Unidos. Según el censo de 2020, tiene una población de 52 533 habitantes.
Forma parte del área metropolitana de Chicago.
La sede del condado es Morris.

## Geografía
Según la Oficina del Censo, el condado tiene un área total de 1115 km², de la cual 1083 km² son tierra y 32 km² son agua.

### Condados adyacentes
- Condado de Kendall (norte)
- Condado de Will (este)
- Condado de Kankakee (sureste)
- Condado de Livingston (sur)
- Condado de LaSalle (oeste)

## Demografía
Según la Oficina del Censo, en 2000 los ingresos medios de los hogares del condado eran de $51 719 y los ingresos medios de las familias eran de $60 862. Los hombres tenían unos ingresos medios de $46 392 frente a $26 487 para las mujeres. Los ingresos per cápita eran de $22 591. Alrededor del 4.80% de la población estaba por debajo del umbral de pobreza.
De acuerdo con la estimación 2015-2019 de la Oficina del Censo, los ingresos medios de los hogares del condado son de $77 350 y los ingresos medios de las familias son de $87 786.  Los ingresos per cápita en los últimos doce meses, medidos en dólares de 2019, son de $35 208. Alrededor del 7.6% de la población está por debajo del umbral de pobreza.

## Transporte

### Autopistas principales
- Interestatal 55
- Interestatal 80
- U.S. Route 6
- Ruta de Illinois 47
- Ruta de Illinois 113

## Municipalidades

### Ciudades
- Morris

### Villas
| - Braceville - Carbon Hill - Coal City - Diamond - Dwight - East Brooklyn - Gardner | - Godley - Kinsman - Mazon - Minooka - South Wilmington - Verona |

### Municipios
El condado de Grundy está dividido en 17 municipios:
| - Aux Sable - Braceville - Erienna - Felix - Garfield - Goodfarm | - Goose Lake - Greenfield - Highland - Maine - Mazon - Morris | - Nettle Creek - Norman - Saratoga - Vienna - Wauponsee |